# プロビデンス郡 (ロードアイランド州)
座標: 北緯41度52分 西経71度35分 / 北緯41.867度 西経71.583度
プロビデンス郡（英: Providence County）は、アメリカ合衆国のロードアイランド州にある郡である。人口は66万0741人（2020年）で、州の人口の約6割が集中する。郡庁所在地のプロビデンスはロードアイランド州の州都である。

## 地理
アメリカ合衆国統計局によると、プロビデンス郡は総面積1,129 km2 (436 mi2) である。このうち1,070 km2 (460 mi2) が陸地で5.18%の58 km2 (23 mi2) が水域となっている。なお、アメリカ合衆国における産業革命期から汚染の酷い川として知られる、ブラックストーン川が流れていることでも知られている。
プロビデンス郡の最高点は、郡の西部に位置する標高247mのJerimoth Hillである。なお、ここはロードアイランド州全体においても最高点である。これに対してプロビデンス郡の最低地点は、海水位である。

### 隣接する郡
- マサチューセッツ州ノーフォーク郡 - 北東
- ブリストル郡 - 東
- マサチューセッツ州ブリストル郡 - 東
- ケント郡 - 南
- コネチカット州ウィンダム郡 - 西
- マサチューセッツ州ウースター郡 - 北西

## 人口動勢
2000年国勢調査で、プロビデンス郡は人口621,602人、239,936世帯、及び152,839家族が暮らしている。人口密度は581/km2 (1,504/mi2) である。237/km2 (613/mi2) の平均的な密度に253,214軒の住宅が建っている。この郡の人種的な構成は白人78.38%、アフリカン・アメリカン6.55%、先住民0.51%、アジア2.90%、太平洋諸島系0.07%、その他の人種8.02%、及び混血3.58%である。この人口の13.39%はヒスパニックまたはラテン系である。
239,936世帯のうち、30.70%が18歳未満の子供と一緒に生活しており、44.50%は夫婦で生活している。14.90%は未婚の女性が世帯主であり、36.30%は家族以外の住人と同居している。29.80%は独身の居住者が住んでおり、11.90%は65歳以上で独居である。1世帯の平均人数は2.48人であり、家庭の場合は、3.11人である。
この郡内の住民は24.00%が18歳未満の未成年、18歳以上24歳以下が11.10%、25歳以上44歳以下が29.80%、45歳以上64歳以下が20.50%、及び65歳以上が14.60%にわたっている。中央値年齢は35歳である。女性100人ごとに対して男性は91.80人である。18歳以上の女性100人ごとに対して男性は87.90人である。
この郡の世帯ごとの平均的な収入は36,950米ドルであり、家族ごとの平均的な収入は46,694米ドルである。男性は35,336米ドルに対して女性は26,322米ドルの平均的な収入がある。この郡の一人当たりの収入 (per capita income) は19,255米ドルである。人口の25.90%及び家族の22.90%は貧困線以下である。18歳未満の22.30%並びに65歳以上の12.70%を含む、女性の約11.90%及び人口の15.50%は貧困線以下である。

## 市町村
市
- プロビデンス（郡庁所在地）
- クランストン
- ポータケット
- イーストプロビデンス
- ウーンソケット
- セントラルフォールズ

町
- カンバーランド

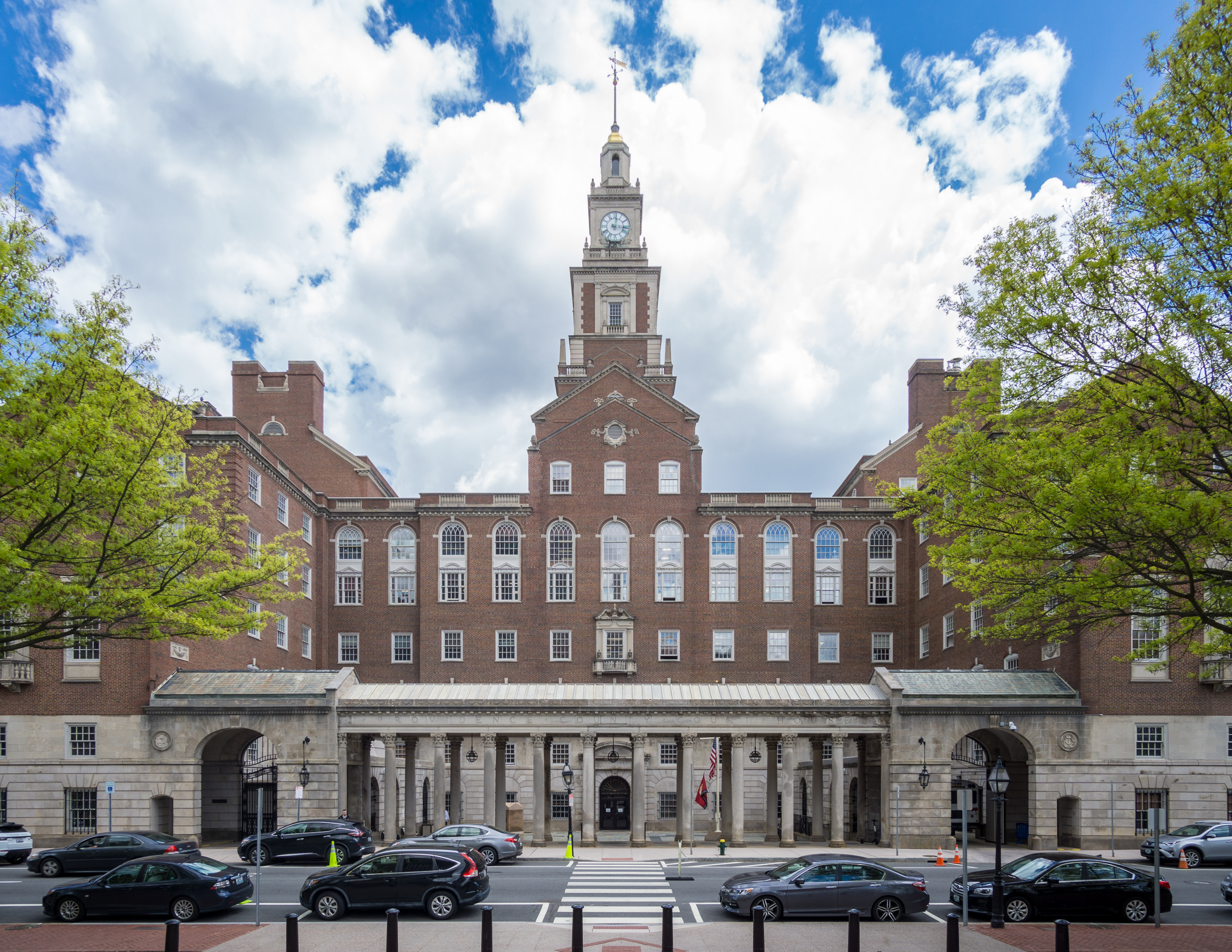
郡裁判所

  - カンバーランドヒル (Cumberland Hill)
  - バリーフォールズ (Valley Falls)
- ノースプロビデンス
- ジョンストン
- リンカーン
- スミスフィールド
  - グリーンビル (Greenville)
- バーリルビル
  - ハリスビル (Harrisville)
  - パスコーグ (Pascoag)
- ノーススミスフィールド
- グロスター
- シチューイット
- フォスター

村は統計上の市域として扱われるが、行政上は市、あるいは町に属する。